# Dignathia aristata
Dignathia aristata är en gräsart som beskrevs av Thomas Arthur Cope. Dignathia aristata ingår i släktet Dignathia och familjen gräs.
Artens utbredningsområde är Kenya. Inga underarter finns listade i Catalogue of Life.